# Loro Huasi
Loro Huasi es una localidad del departamento Santa María en la provincia argentina de Catamarca. Constituye una comuna del municipio de Santa María con un delegado comunal electo a su frente.

## Población
Cuenta con 1547 habitantes (Indec, 2010), lo que representa un incremento del 5% frente a los 1469 habitantes (Indec, 2001) del censo anterior. Forma un aglomerado urbano junto a la localidad de La Loma, denominado Loro Huasi - La Loma cuya población total es de 1935 habitantes (Indec, 2010)
| Gráfica de evolución demográfica de Loro Huasi entre 1991 y 2010 |
|                                                                  |
| Fuente: Censos nacionales del INDEC                              |

## Terremoto de Catamarca de 1898
Ocurrió el 4 de febrero de 1898, a las 12:57 de 6,4 en la escala de Richter; a 28°26′ de Latitud Sur y 66°9′ de Longitud Oeste (28°26′59″S 66°9′0″O / -28.44972, -66.15000)
Destruyó la localidad de Saujil, y afectó severamente los pueblos de Pomán, Mutquín, y entorno. Hubo heridos y contusos. Ante la desesperación, los habitantes del Departamento acudieron a la misericordia del Señor del Milagro, patrono de esa localidad, que aligeró los corazones y desde entonces en agradecimiento, la gente del departamento se reúne en Saujil cada 4 de febrero para conmemorar el milagro.